# Лоадер, Дэньон
Дэньон Джозеф Лоадер (англ. Danyon Joseph Loader, род. 21 апреля 1975 года) — новозеландский пловец, двукратный олимпийский чемпион 1996 года, экс-рекордсмен мира и чемпион Игр Содружества. Рекордсмен Новой Зеландии на дистанции 400 метров вольным стилем на короткой воде.
На Олимпийских играх в Барселоне в возрасте 17 лет завоевал серебряную медаль на дистанции 200 метров баттерфляем (победил американец Мелвин Стюарт). В 1994 году на Играх Содружества завоевал золотую медаль на дистанции 200 метров баттерфляем. На Олимпийских играх в Атланте завоевал две золотые медали на дистанции 200 и 400 метров вольным стилем.
Был рекордсменом мира на короткой воде на дистанции 200 метров баттерфляем и 400 метров вольным стилем. 
Российский пловец Денис Панкратов в интервью 2014 года заявил, что после окончания карьеры пловца Лоадер по информации от его тренера стал подводным диверсантом в военно-морских силах.
В 2003 году включён в Зал славы мирового плавания.
В 2012 году Лоадер принял участие в онлайн-видео кампании в поддержку однополых браков вместе с новозеландскими музыкантами Аникой Моа, Холли Смит и Бо Рунга, а также генерал-губернатором Новой Зеландии в 1990—1996 годах Дамой Кэтрин Тизард.